# Изяслав Давыдович
Изяслав Давыдович (? — 6 марта 1161) — князь стародубский (1146—1147 год), черниговский князь и Великий князь киевский (1155 год, с 1157 по 1158 год, 1161), младший сын черниговского князя Давыда Святославича.

## Биография
Изяслав вместе со своим братом, князем черниговским Владимиром, активно участвовал в междоусобице, последовавшей за смертью киевского князя Всеволода Ольговича (двоюродного брата Изяслава) в 1146 году. Преследовал изгнанного из Новгород-Северского княжества двоюродного брата Святослава Ольговича и был разбит (1147). В 1149 году вместе с Изяславом Мстиславичем выступил против осаждавшего Переяславль Юрия Долгорукого и проиграл сражение.
В 1151 году братья приняли участие в сражении на речке Малый Рутец, причём Изяслав выступил на стороне Изяслава Мстиславича, а Владимир (он в этой битве погиб) — на стороне Юрия Долгорукого. Битва завершилась победой Изяслава Мстиславича, а Изяслав Давыдович получил черниговский престол. Вскоре после этого Юрий Долгорукий с половцами осаждал Чернигов, но не сумел его взять.

### Борьба за киевское княжение
13 ноября 1154 года Изяслав Мстиславич умер. Киевляне призвали на престол смоленского князя Ростислава Мстиславича, но Изяслав Давыдович с войсками Глеба Юрьевича, сына Юрия Долгорукого, и половцами разбил Ростислава и сам занял престол. Скоро он был вынужден уступить Киев Юрию Долгорукому, который привёл войско с севера, и вернуться в Чернигов. Однако он продолжал претендовать на Киев, где в отличие от других черниговских князей приобрёл определённую популярность — в частности потому, что вместе с женой выкупал взятых половцами в плен воинов и союзников Ростислава Мстиславича, среди которых был и князь Святослав Всеволодович.
Юрий Долгорукий умер (предположительно, был отравлен боярами) 15 мая 1157 года. Изяслав во второй раз стал великим князем. Он попытался оставить за собой Черниговское княжество, но после недолгого конфликта согласился уступить Чернигов Святославу Ольговичу, хотя удержал за собой часть черниговских земель. В 1158 году он отказался выдать галицкому князю Ярославу Осмомыслу его соперника, двоюродного брата-изгоя — Ивана Берладника, который был давно изгнан из своего удела и, скитаясь по Руси и степям, служил по найму другим князьям. В ответ Ярослав образовал против Изяслава коалицию с волынским князем Мстиславом Изяславичем и Владимиром Андреевичем пересопницким. Ольговичи отказались поддержать Изяслава Давыдовича; он привлёк на свою сторону половцев, но в сражении под Киевом (конец 1158 года) изменили берендеи, и Изяслав вынужден был бежать в землю вятичей. Мстислав отдал киевское княжение Ростиславу Мстиславичу.
Вскоре после этого Изяслав был разбит галицко-волынским отрядом, который опустошил землю вятичей. В ответ Изяслав привёл половцев и с ними совершил поход в Смоленское княжество. На его сторону перешли князья северский, курский и вщижский, после чего он осадил Глеба Юрьевича в Переяславле. Осада была отбита, но Изяслав с половцами 8 февраля перешёл замёрзший Днепр у Вышгорода и 12 февраля 1161 года внезапным ударом захватил Киев. Ростислав по совету дружины бежал из Киева и укрылся в Белгороде-Киевском. Четырёхнедельная осада Белгорода войском Изяслава не увенчалась успехом, а тем временем подошли союзники Ростислава — Мстислав Изяславич, Рюрик Ростиславич, Владимир Андреевич и правивший в Поросье Василько Юрьевич. Половцы Изяслава разбежались, бежал и сам Изяслав, торки нагнали и разбили его войско, а сам он получил смертельное ранение.
Похоронен в Чернигове в церкви Бориса и Глеба.

## Семья и дети
Сведений о жене Изяслава не сохранилось.
Дочь Изяслава замужем (1156) за Глебом Юрьевичем (ум. 1171), князем переяславским.